# John Johnsen (calciatore)
John Johnsen (Bergen, 17 marzo 1895 – Bergen, 2 febbraio 1969) è stato un calciatore norvegese, di ruolo difensore.

## Carriera

### Club
Johnsen giocò per il Brann.

### Nazionale
Conta 9 presenze per la Norvegia. Esordì il 27 giugno 1920, nella sconfitta per 0-3 contro la Svezia. Rappresentò la Norvegia ai Giochi olimpici estivi di Anversa 1920, in cui la squadra olimpica venne eliminata dalla Cecoslovacchia ai quarti.